# Hardhöhe (métro de Nuremberg)
Hardhöhe est une station de métro à Fürth, en Allemagne. Terminus nord-ouest de la ligne U1 du métro de Nuremberg, elle a été mise en service le 8 décembre 2007.